# Symplégady
Symplégady jsou dva skalnaté ostrůvky u Byzantia. 
V řecké mytologii jsou zmíněny v příběhu Argonautů, kteří pluli do Kolchidy pro zlaté rouno. 
Když loď Argó proplouvala průlivem Bospor, kde se dvě skály Symplégady nepřetržitě rozestupovaly a srážely a rozdrtily vše, co se připletlo do cesty. Plavci vypustili holubici, která mezi skalami prolétla, jenom několik pér z ocasu jí skály přiskříply a urvaly. Nato se dala do pohybu Argó, všichni úporně veslovali, ale proudy je stále strhávaly zpět. Loď proplula 
jenom s vydatnou podporou bohyň a mořských víl. Loď proletěla skalami a unikla záhubě, jen ozdobu na kormidle skály rozdrtily, když se srazily za lodí. Pak se rozestoupily a od té doby stojí pevně, ani se nepohnou. Tak bylo řečeno věštbou, že propluje-li jediná loď, už nikdy skály žádnou jinou loď nebudou obtěžovat. 